# Voltammetri

Linjära potentialsvep.

Potential som en funktion av tiden för anodisk stripping-voltammetri.

Voltammetri är en kategori av elektroanalytiska metoder som används i analytisk kemi och olika industriella processer. I voltammetri erhålles information om en provlösning genom mätning av strömmen när potentialen varieras. Metoden används bland annat för att bestämma ändpunkten vid titreringar.

## Treelektrodsystem

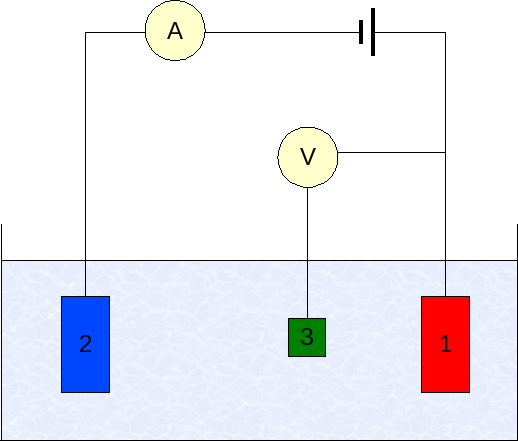
Treelektrodsystem.

Voltammetriska experiment undersöker halvcellreaktiviteten hos en provlösning genom studiet av strömmen som en funktion av pålagd potential. De erhållna kurvorna I = f(E) kallas voltammogram. Potentialen varieras godtyckligt antingen stegvis eller kontinuerligt, och det faktiska strömvärdet mäts som beroende variabel. Motsatsen, det vill säga amperometri, är också möjlig, men inte vanlig. Formen på kurvorna beror på hastigheten av potentialvariationen (typ av drivande kraft) och huruvida lösningen omröres eller är inaktiv (massöverföring). I de flesta experiment kontrolleras potentialen (volt) av en elektrod i kontakt med analyten under mätning av den erhållna strömmen (ampere).
Det finns många system som har flera elektroder, men deras designprinciper är i allmänhet densamma som tre-elektrodsystemet. Till exempel finns roterande ringskivelektrod med två distinkta och separata arbetselektroder, en skiva och en ring, som kan användas för att skanna eller hålla potentialer oberoende av varandra. Båda dessa elektroder balanseras av en enda referens- och hjälpkombination för en övergripande fyra-elektroddesign. I mer komplicerade experiment kan läggas till arbetselektroder efter behov och ibland referens- eller hjälpelektroder.
I praktiken kan det vara mycket viktigt att ha en arbetselektrod med kända dimensioner och ytegenskaper. Därför är det vanligt att rengöra och polera arbetselektroder regelbundet. Hjälpelektroden kan vara nästan vad som helst så länge som den inte reagerar med analytlösningen och fungerar väl.

## Teori
Dataanalys kräver övervägande av kinetiken tillsammans med termodynamik, på grund av den tidsmässiga komponenten i voltammetri. Idealiserade teoretiska elektrotermodynamiska relationer som Nernsts ekvation modelleras utan en tidskomponent. Även om dessa modeller ensamma är otillräckliga för att beskriva de dynamiska aspekterna av voltammetri, ligger modeller som Tafels ekvation och Butler-Volmers ekvation till grund för de modifierade voltammetrirelationer som relaterar teorin till observerade resultat.